# قرارگاه گریت فالز ایر نشنال
قرارگاه گریت فالز ایر نشنال (به انگلیسی: Great Falls Air National Guard Base) یک فرودگاه است . این فرودگاه در کشور ایالات متحده آمریکا قرار دارد .